# 785 a.C.

## Eventos
- Início do reinado de Archilaus, da Dinastia Ágida, cujo reinado terminou em 760 a.C.[1]

## Mortes
- Agesilau I rei de Esparta desde 820 a.C., pertenceu à Dinastia Ágida.